# Дедня Вас
Дедня Вас (словен. Dednja vas) — поселення в общині Брежиці, Споднєпосавський регіон, Словенія. Висота над рівнем моря: 245,4 м.